# Kung Yi av Zhou (Xie)
Kung Yi av Zhou, var en kinesisk monark. Han var kung av Zhoudynastin 885–878 f.Kr.